# ایستگاه گئورگ-بروشله (متروی مونیخ)
میدان گئورگ-بروشله یکی از ایستگاه‌های متروی مونیخ در خط U1 است. این ایستگاه مترو در زیر میدان گئورگ-بروشله و بخشی از میدان میتلرر واقع شده‌است. این ایستگاه در ۱۸ اکتبر ۲۰۰۳ افتتاح شده‌است. هنرمند، فرانز آکرمن، دو دیوار این ایستگاه را رنگ کرده‌است که آن دو دیوار تحت عنوان سفر بزرگ شناخته می‌شود که شامل ۴۰۰ پانل است که هر کدام از دیوارها ۳۰ تن وزن دارد.